# Pierre Lequiller
Pierre Lequiller (nacido el 4 de diciembre de 1949) fue miembro de la Asamblea Nacional de Francia. Representó al departamento de Yvelines, como miembro de la Unión por un Movimiento Popular. Fue miembro del Parlamento por el cuarto distrito electoral de Yvelines de 1988 a 2017.
Es graduado de HEC Paris y Sciences Po.